# Qixingguan
Der Stadtbezirk Qixingguan (七星关区,  Qīxīngguān Qū) ist der Sitz der Regierung der bezirksfreien Stadt Bijie in der chinesischen Provinz Guizhou. Die Fläche beträgt 3.406 Quadratkilometer und die Einwohnerzahl 1.163.200 (Stand: Ende 2018).
Das Landgut eines Stammeshäuptlings der Yi-Nationalität (Yu Xiangyi) (Datun Tusi zhuangyuan 大屯土司庄园) und die Stätte des Revolutionskomitees der Provinzen Sichuan, Yunnan und Guizhou (Chuan-Dian-Qian sheng geming weiyuanhui jiuzhi 川滇黔省革命委员会旧址) stehen auf der Liste der Denkmäler der Volksrepublik China.

## Administrative Gliederung
Auf Gemeindeebene setzt sich der Kreis aus sechs Straßenvierteln, siebenundzwanzig Großgemeinden und acht Gemeinden (davon zwei Nationalitätengemeinden) zusammen. 